# 福工大前駅
福工大前駅（ふっこうだいまええき）は、福岡県福岡市東区和白丘一丁目にある、九州旅客鉄道（JR九州）鹿児島本線の駅である。駅番号はJA06。

## 歴史

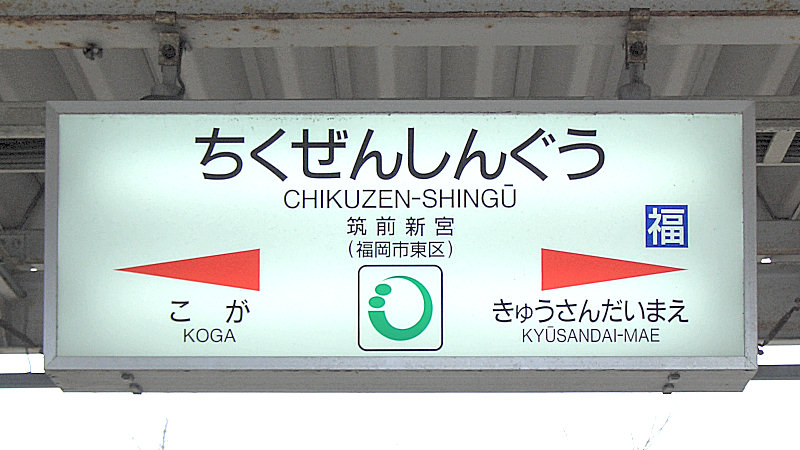
筑前新宮時代の駅名標（2008年1月）（新宮町章が描かれている）

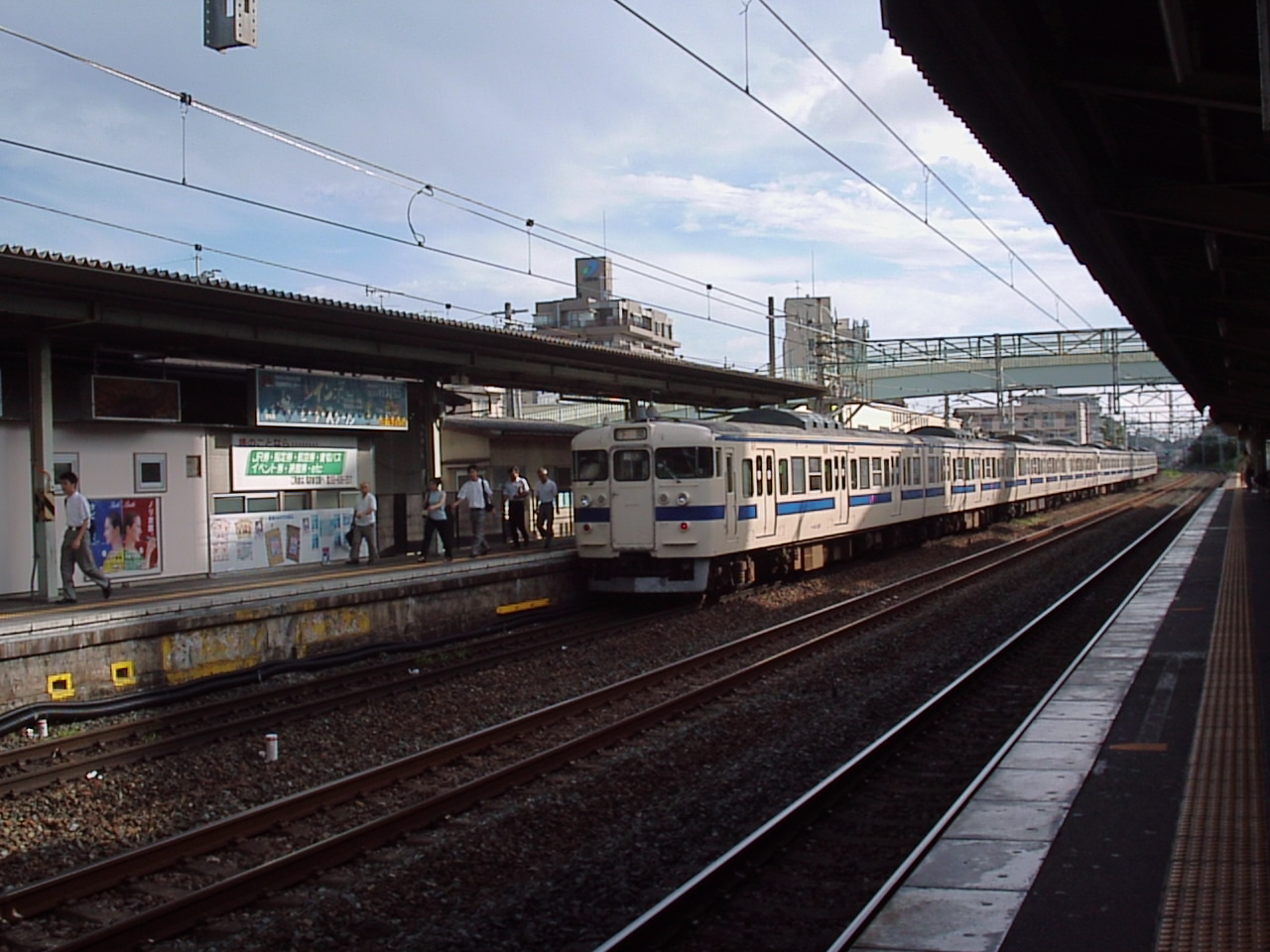
島式化以前の構内（2001年6月）

- 1915年（大正4年）6月1日：鉄道院が新宮信号場を開設[1]。現在の位置より300 m門司港寄りであった[2]。
- 1920年（大正9年）10月1日：新宮信号場を300 m博多寄りに移設し筑前新宮駅（ちくぜんしんぐうえき）へ改称・昇格[1]。
- 1961年（昭和36年）10月1日：貨物の取り扱いを廃止[1]。
- 1985年（昭和60年）3月14日：荷物扱い廃止[1]。
- 1987年（昭和62年）
  - 3月23日：駅舎改築[3]。
  - 4月1日：国鉄分割民営化によりJR九州が継承[1]。
- 2000年（平成12年）2月17日：自動改札機導入[4]。
- 2001年（平成13年）3月3日：ダイヤ改正により、快速列車停車駅となる。
- 2003年（平成15年）5月28日：駅ビルが完成し駅本屋が移転[5]。
- 2008年（平成20年）3月15日：福工大前駅に改称。
- 2009年（平成21年）3月1日：ICカードSUGOCAの利用を開始[6]。
- 2022年（令和4年）4月1日：JR九州サービスサポートによる業務委託駅になる。
- 2023年（令和5年）10月1日：駅体制の見直しに伴い、九州旅客鉄道本体による直営駅へと変更される[7]。

## 駅名の由来
旧駅名は当駅から至近たる糟屋郡新宮町に由来するが、駅自体（駅本屋）は福岡市に存在しており、駅移転前までは下りホームの一部だけ新宮町に含まれていた。なお、前身である新宮信号場は新宮町内にあった。この地は住吉神社の鎮座地で、博多の住吉神社が本宮を称しているのに対してこちらは新宮と称したのが由来である。
駅昇格当時、紀勢本線に新宮駅が設けられていたことから「筑前新宮駅」と命名された。

## 駅構造
島式ホーム2面4線を有する地上駅で、橋上駅舎を備える。
以前は相対式ホーム2面2線と中央に上り線の通過線1線を有する地上駅で、普通列車のみ停車とそれに伴う快速・特急待避（上り列車のみ）を行っていたが、利用者増加のために2001年3月3日のダイヤ改正より全快速列車が停車し、間もなく駅舎の駅ビル化、ホームの島式化、駅周辺の再開発工事が開始された。以前は駅舎が福岡市東区ホームは東区と新宮町にまたがっていたが、工事完了により現在は駅舎・ホームとも東区内に収まる形となった。
駅ビルのある北口と福工大口の二つの出入り口があり、自由通路で結ばれている。駅ビル内に商店街「福工大前駅ビル」、公共施設「コミセンわじろ」が入居している。
なお、福工大口の一部は福岡工業大学関係者用の通路であり、関係者以外は通行禁止となっている（この通路部分が学園内にあるため）。また、福工大口は時間帯によりシャッターが下りて通行止めとなる場合があるため、注意が必要である。
JR九州本体による直営駅で、みどりの窓口が設置されている。JRの特定都区市内制度における「福岡市内」の駅であり、鹿児島本線では最も東になる。

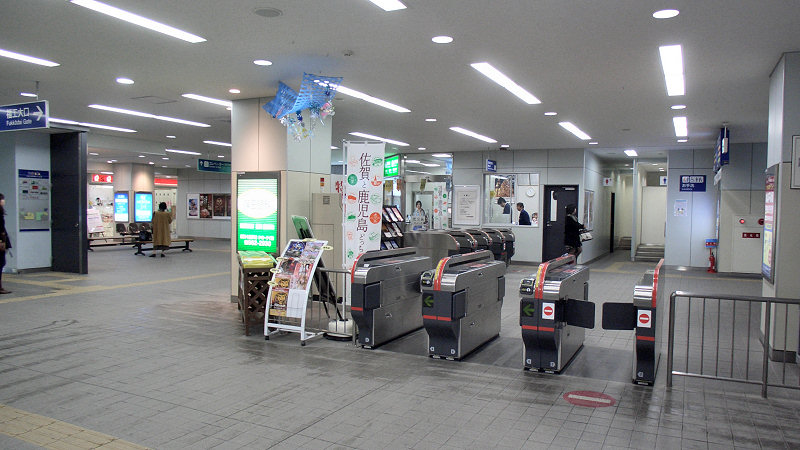
コンコース（2008年1月）
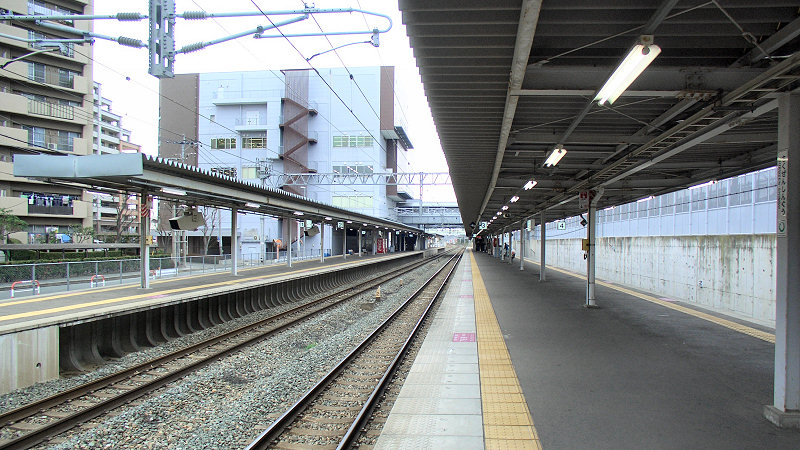
プラットホーム（2008年1月）
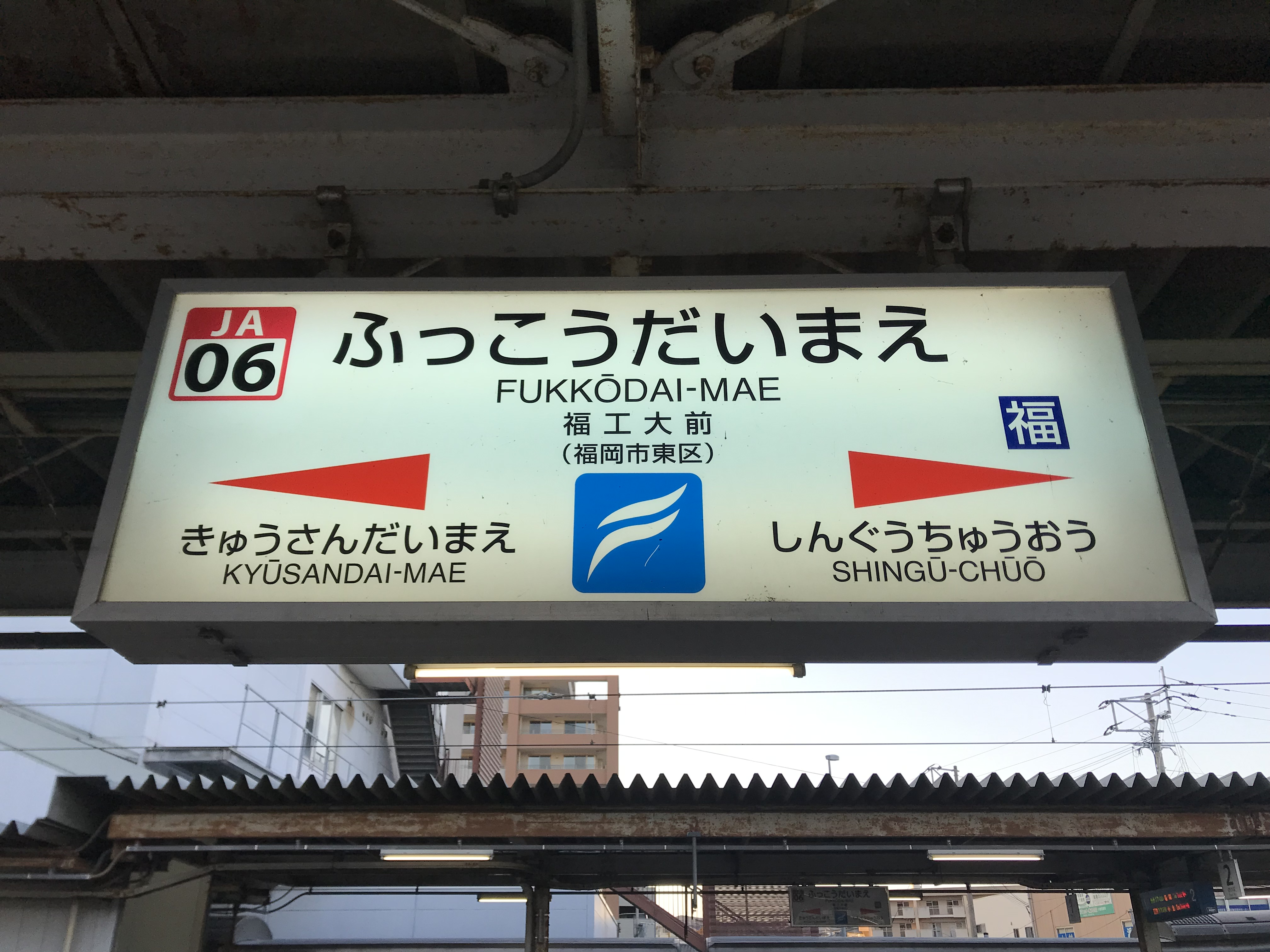
駅名標（2019年1月）
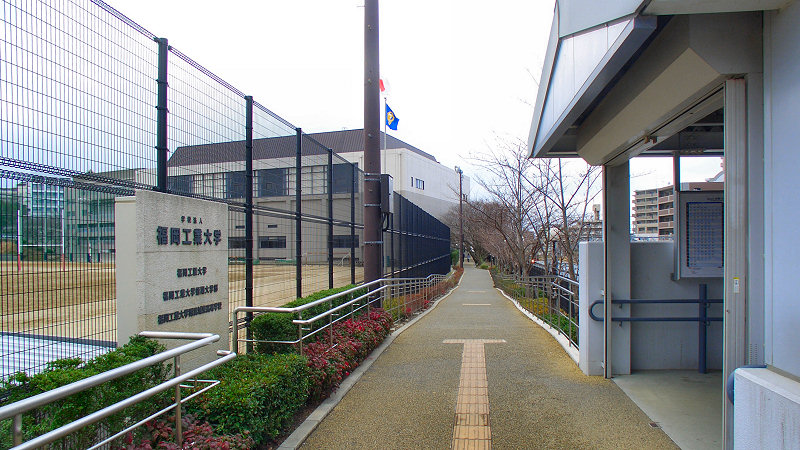
福工大口（2008年1月）

### のりば
| のりば | 路線       | 方向 | 行先             |
| ------ | ---------- | ---- | ---------------- |
| 1・2   | 鹿児島本線 | 上り | 折尾・小倉方面   |
| 3・4   | 鹿児島本線 | 下り | 博多・久留米方面 |

### 駅構内の施設
- ドラッグイレブンJR福工大前店
- ファミリーマートJR福工大前店

## 利用状況
2023年度の1日平均乗車人員は10,922人である。
| 年度   | 1日平均 乗車人員 |
| ------ | ---------------- |
| 2000年 | 10,639           |
| 2001年 | 10,922           |
| 2002年 | 10,662           |
| 2003年 | 10,636           |
| 2004年 | 10,711           |
| 2005年 | 10,829           |
| 2006年 | 10,895           |
| 2007年 | 11,020           |
| 2008年 | 11,137           |
| 2009年 | 11,264           |
| 2010年 | 10,914           |
| 2011年 | 11,158           |
| 2012年 | 11,198           |
| 2013年 | 11,337           |
| 2014年 | 10,965           |
| 2015年 | 11,299           |
| 2016年 | 11,468           |
| 2017年 | 11,752           |
| 2018年 | 11,700           |
| 2019年 | 11,552           |
| 2020年 | 8,273            |
| 2021年 | 9,757            |
| 2022年 | 10,458           |
| 2022年 | 10,922           |

## 駅周辺

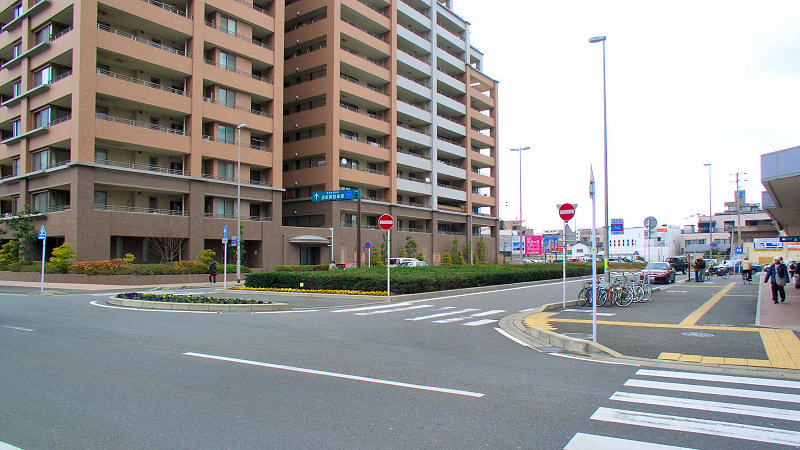
駅前の様子（北口・2008年1月）

駅を出て200 m程度歩くと新宮町の中心市街地に入る。駅正面出口真正面にはマンションが建っている（以前はマルティグラスの工房であった）。
- 三苫駅 - 西鉄貝塚線
- 福岡県道515号筑前新宮停車場線
- 福岡工業大学 - 福工大口と直結している。
- 福岡工業大学附属城東高等学校
- 西日本シティ銀行新宮支店
- 福岡銀行新宮支店
- 国道495号
- 福岡工大前郵便局
- レインボーモータースクール福岡（自動車学校、自動二輪車免許教習校）
- ハローデイ新宮店（旧寿屋新宮店）
- メガセンタートライアル新宮店

### 路線バス
- 「JR福工大前駅」停留所（駅前）
  - 新宮町コミュニティバス - 新宮町役場・西鉄新宮駅・相島渡船乗り場方面、立花山登山口・佐屋方面
- 「福工大前駅入口」停留所（駅から徒歩3分、国道495号沿い）
  - 西鉄バス26・26A - 天神方面、赤間営業所・津屋崎・光陽台六丁目・新宮中央駅・IKEA前方面

## 隣の駅
九州旅客鉄道（JR九州）
 鹿児島本線
■快速・■区間快速
古賀駅 (JA09) - 福工大前駅 (JA06) - 香椎駅 (JA04)
■普通
新宮中央駅 (JA07) - 福工大前駅 (JA06) - 九産大前駅 (JA05)